# Muzej Marca Chagalla
Muzej Marca Chagalla nalazi se u Vitebsku u Bjelorusiji, a posvećen je slikaru Marcu Chagallu.
Muzej se nalazi u kući u ulici Pokrovskaja, koju je sagradio umjetnikov otac početkom 20. stoljeća. Marc Chagall je ovdje proveo svoju ranu mladost. Govorio je o tom razdoblju svoga života u autobiografiji "Moj život". 
Muzej je otvoren 1992. i čuva ostavštinu iz obiteljskoga života Marca Chagalla na prijelazu 19. u 20. stoljeće, kao i kopije arhiva dokumenata i djela. U sklopu muzeja je i Umjetnički centar "Marc Chagall".
Kontinuirano se organiziraju izložbe grafičkih djela Chagalla (litografije, ksilografije, bakrorezi, akvatinte). Muzejska zbirka posjeduje niz ilustracija za djelo Nikolaja Gogolja "Mrtve duše" (1923. – 1925.), niz litografija na temu Biblije, nastale 1956. i 1960., ciklus litografija u boji "12 plemena Izraela" (1960.) i druge radove Marca Chagalla.